# 舒洪镇
舒洪镇，是中华人民共和国浙江省丽水市缙云县下辖的一个乡镇级行政单位。

## 行政区划
舒洪镇下辖以下地区：
蟠龙村、昆洪村、舒洪村、姓王村、岭口村和仁岸村。